# Остання ставка містера Енніока
«Остання ставка містера Енніока» (рос. Последняя ставка мистера Энниока), інші назви — «Поєдинок» (рос. Поединок), «Герць» (рос. Герц) — російський радянський німий фільм 1922 року, поставлений режисером Володимиром Гардіним на Ялтинській кінофабриці ВУФКУ за мотивами оповідання Олександра Гріна «Життя Гнора».
Станом на 2020 рік фільм не зберігся.

## Сюжет
«У центрі картини — страйк робітників, організований інженером заводу. Інженер — керівник страйкарів — грав з підприємцем в карти, причому ставкою у грі було життя. Фабрикант, який програв, прагнучи сплатити картковий борг, спровокував робітників-страйкарів і загинув від їхніх рук».

## У ролях
| • Іона Таланов    | … | Містер Енніок, Фабрикант   |
| • Олег Фреліх     | … | Гнор, інженер з робітників |
| • Зоя Баранцевич  | … | Кармен Редж, куртизанка    |
| • Василь Ковригін | … | робітник                   |